# Bressols
 Bressols  es una población y comuna francesa, en la región de Mediodía-Pirineos, departamento de Tarn y Garona, en el distrito de Montauban y cantón de Montech.

## Demografía

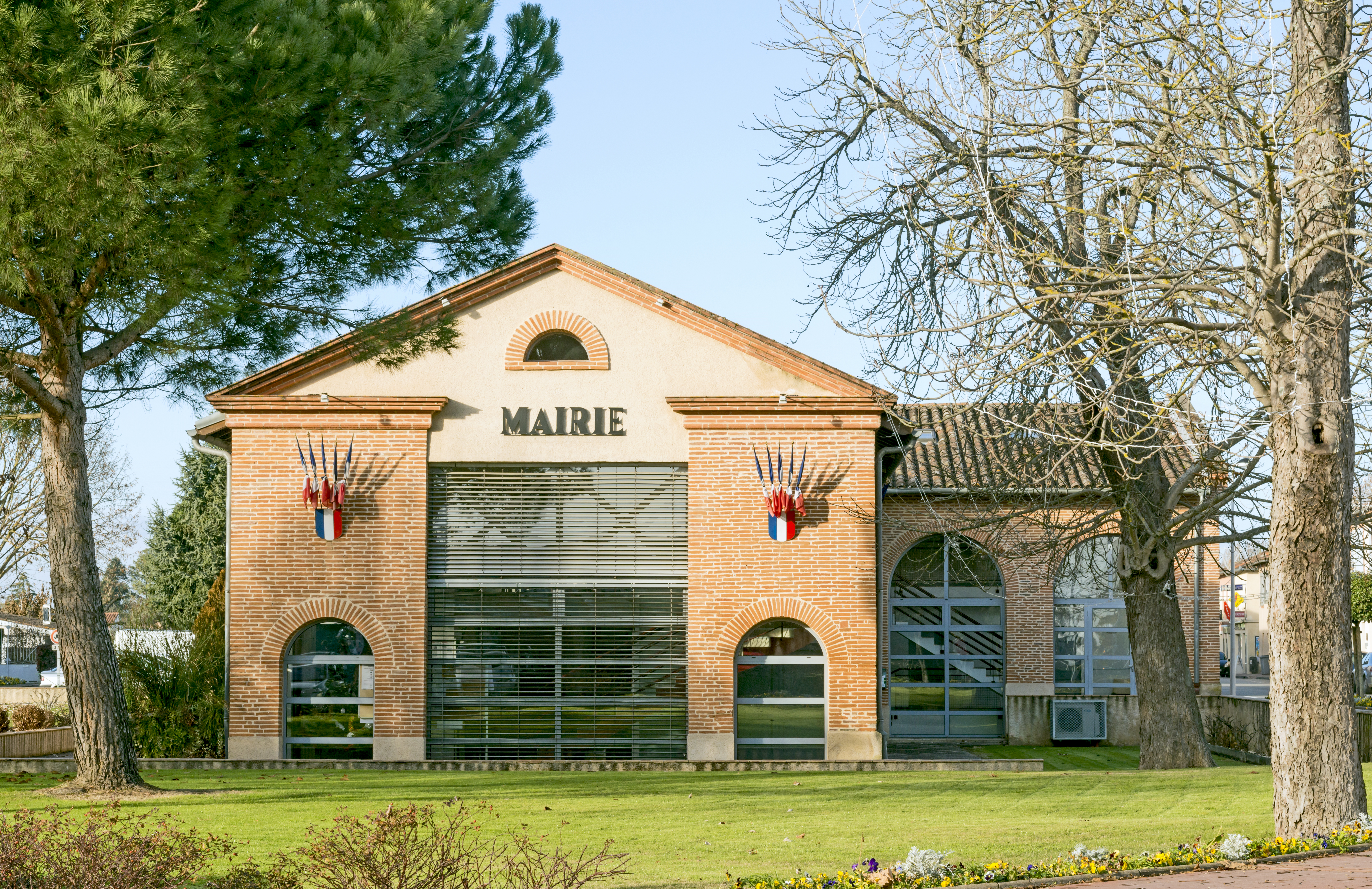
El ayuntamiento

| 1084 | 1179 | 1352 | 1666 | 2247 | 2663 |
| Para los censos de 1962 a 1999 la población legal corresponde a la población sin duplicidades (Fuente: INSEE [Consultar]) |      |      |      |      |      |